# 高虹
高虹（1926年11月—），男，汉族，河北新乐人，中国油画家，中国美术家协会常务理事，中国人民革命军事博物馆美术创作室主任。代表作为油画《决战前夕》，设计作品铁道兵开发大兴安岭纪念碑。